# Areflessia
Per areflessia in campo medico, si intende la mancanza assoluta di riflessi, si differenzia dall'iporeflessia in quanto consiste in una diminuzione dei riflessi e dall'iperiflessia che è un aumento dei riflessi.

## Patologie associate
Spesso viene accompagnato da atassia come nel caso della sindrome di Miller Fisher